# Makian occidental
Pour l’article homonyme, voir Makian (homonymie).
Le makian occidental (en indonésien Makian Barat ou Makian Luar, « makian de l'extérieur ») est une langue papoue occidentale parlée dans la province indonésienne des Moluques du Nord. Le nombre de ses locuteurs est d'environ 12 000 (1977), répartis entre l'est de l'île de Makian (7 000) et Kayoa (5 000).

## Classification
Le makian occidental appartient à la branche des langues Halmahera du Nord de la famille des langues papoues occidentales. Il est donc totalement différent du taba ou makian oriental, également parlé à Makian et Kayoa, qui est une langue austronésienne.